# Ashmeadiella microsoma
Ashmeadiella microsoma är en biart som beskrevs av Cockerell 1924. Ashmeadiella microsoma ingår i släktet Ashmeadiella och familjen buksamlarbin. Inga underarter finns listade i Catalogue of Life.